# Peyerimhoffina gracilis
Peyerimhoffina gracilis är en insektsart som först beskrevs av Schneider 1851.  Peyerimhoffina gracilis ingår i släktet Peyerimhoffina och familjen guldögonsländor. Inga underarter finns listade i Catalogue of Life.

## Bildgalleri

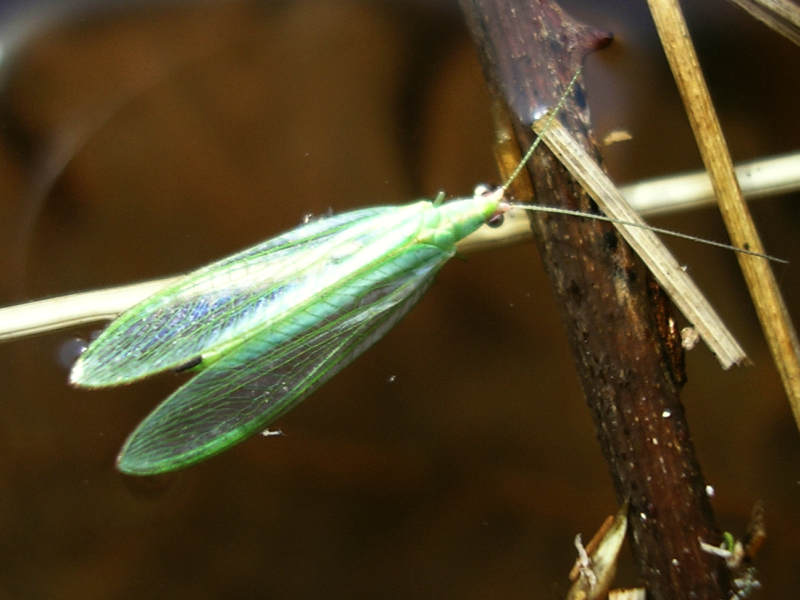